# May Creek
May Creek az Amerikai Egyesült Államok északnyugati részén, Washington állam Snohomish megyéjében elhelyezkedő település.
May Creek önkormányzattal nem rendelkező, úgynevezett statisztikai település; a Népszámlálási Hivatal nyilvántartásában szerepel, de közigazgatási feladatait Snohomish megye látja el. A 2010. évi népszámlálási adatok alapján 818 lakosa van.

## Népesség
A település népességének változása:
| Lakosok száma | 1004 | 818  | 849  |
|               | 2000 | 2010 | 2020 |